# セヴァストーポリ (フリゲート)
U132 セヴァストーポリ(ウクライナ語:U132 Севастопольセヴァストーポリ)は、ウクライナ海軍のフリゲート(фрегатである。

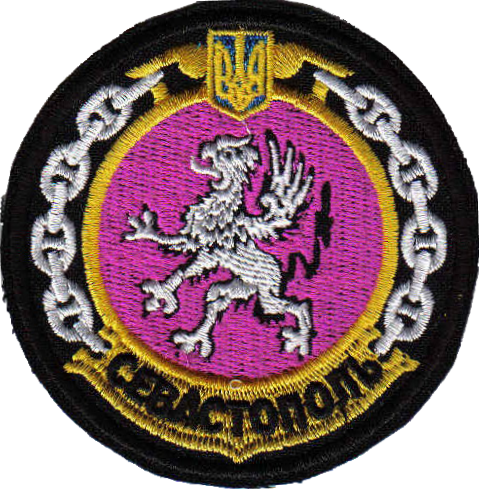

艦名は、クリミア半島の都市セヴァストーポリに由来する。同地は長年黒海艦隊の母港で、重要な軍事拠点のひとつである。
元はソ連時代に建造された1135M号計画「ブレヴェースニク」型警備艦の5番艦ラジーテリヌイ(ロシア語:Разительныйラズィーチェリヌィイ:形容詞「驚くべき、顕著な」の意味)で、ウクライナ海軍への譲渡に際して改名された。

## 概要
警備艦ラジーテリヌイは、1974年6月5日にソ連海軍の艦艇リストへ加えられた。1975年2月11日に1135M級の一艦としてカリニングラートの「ヤンターリ」(琥珀)第161工場で起工された。1976年7月1日に進水し、同年12月31日にソ連海軍の戦列に加わった。バルト海艦隊からの移籍に伴い、1977年2月5日にセヴァストーポリを母港とする黒海艦隊に編入された。
その後、1980年代にはリビアのトリポリ、キューバのハバナ、ルーマニアのコンスタンツァへ寄港した。
1997年7月14日退役したが、同年8月1日ウクライナ海軍へ編入、セヴァストーポリと改称、艦番号はU132とされた。ロシア連邦海軍からは、1997年9月8日に除名された。
ウクライナ海軍に編入されたものの、行動可能状態に復することはなく、2005年に除籍、スクラップとしてトルコに売却され、2006年7月6日に曳航されて行った。